# مالیا (کرت)
مالیا (به لاتین: Malia) یک شهرک در یونان است که در Hersonissos Municipality واقع شده‌است.